# Wicie, West Pomeranian Voivodeship
Wicie [ˈvit͡ɕe] (trước đây là Vitte của Đức) là một ngôi làng thuộc khu hành chính của Gmina Darłowo, thuộc hạt Sławno, West Pomeranian Voivodeship, ở phía tây bắc Ba Lan. Nó nằm khoảng 10 kilômét (6 mi)   phía bắc Darłowo, 21 km (13 mi) phía tây bắc Sławno và 173 km (107 mi) về phía đông bắc của thủ đô khu vực Szczecin.
Trước năm 1945, khu vực này là một phần của Đức. Đối với lịch sử của khu vực, xem Lịch sử của Pomerania.
Làng có dân số 42 người.